# 多米尼克·安德烈斯
多米尼克·安德烈斯（德語：Dominic Andres，1972年10月6日—），瑞士男子冰壶运动员。他曾代表瑞士获得1998年冬季奥运会冰壶比赛男子团体金牌。他也在世界男子冰壶锦标赛上获得两枚铜牌。